# 할로우 (프로게이머)
할로우(본명: 신용진, 1998년 6월 23일 ~ )는 대한민국의 리그 오브 레전드 프로게이머로 포지션은 AD 캐리이다. 아이디는 Hollow이다.

## 선수 생활
2017년 1월, 아이 게이밍 스타에 입단하면서 프로 커리어를 시작했다. 2017 스프링 시즌 팀의 주전 원딜러로 활동했다.
2017 서머 시즌을 앞두고 팀 배틀코믹스에 입단했다. 2018 서머 시즌 팀의 승격에 기여했다. 2019시즌에서는 고스트가 영입되면서 서브 선수로 활동했다.
2020시즌을 앞두고 브리온 블레이드에 입단했다. 헤나에게 밀리며 팀의 서브 선수로 활동했다. 2020 스프링 시즌 종료 후 팀에서 퇴단했다.
2021시즌을 앞두고 V3 e스포츠에 입단했다. 스프링 시즌 팀의 준우승에 기여했다. 2021시즌 종료 후 팀에서 퇴단했다.

## 소속팀
| # | 팀명             | 소속 기간             | 소속 리그 | 비고 |
| - | ---------------- | --------------------- | --------- | ---- |
| 1 | 아이 게이밍 스타 | 2017.01~2017.05.28    | CK        |      |
| 2 | 팀 배틀코믹스    | 2017.05.28~2019.11.21 | CK LCK    |      |
| 3 | 브리온 블레이드  | 2019.11.22~2020.05.11 | CK        |      |
| 4 | V3 e스포츠       | 2020.12.27~2021.10.07 | LJL       |      |

## 수상 내역
- 리그 오브 레전드 챌린저스 코리아 서머 2018 준우승
- 리그 오브 레전드 재팬 리그 스프링 2021 준우승